# جوزپه مویولی
جوزپه مویولی (ایتالیایی: Giuseppe Moioli؛ زادهٔ ۸ اوت ۱۹۲۷) قایقران روئینگ اهل ایتالیا است.
وی در مسابقات کشوری و بین‌المللی در مجموع برندهٔ ۷ مدال طلا شده‌است.